# Усадьба С. А. Меншикова
Усадьба С. А. Меншикова — памятник архитектуры конца XVIII века, объект культурного наследия федерального значения.
Современный адрес: Газетный пер., дом 1/12, строение 4. Расположен в Пресненском районе ЦАО г. Москвы.

## Архитектура
Строительство городского ансамбля осуществлялось в несколько этапов.
В 1778 году на основе цоколя каменных палат первой половины XVIII века было возведено трёхэтажное здание усадьбы. Предположительно, автором проекта является знаменитый архитектор Матвей Фёдорович Казаков. Немного позднее были построены два флигеля.
В 1790 году усадьба получила архитектурную обработку в стиле строгого классицизма. Центр главного фасада был подчёркнут ионическим пилястровым портиком, который позднее был видоизменён. Кроме того, к зданию были пристроены симметричные полукруглые крылья с арками, через которые осуществлялся проезд в хозяйственный двор. От этого периода сохранились элементы заднего фасада — тонкий руст, оконные наличники, вырезная накладная доска в тонко профилированной нише.
Главный фасад дошёл до наших дней в интерпретации 1840-х годов. Парадный вход выделен пятью арками, над которыми располагается шестиколонный коринфский портик, завершаемый треугольным фронтоном с карнизом. Пространство между колоннами украшено лепным декором в виде венков и лент.
К настоящему времени от первоначального ансамбля уцелели главный дом и его западный флигель.
1860—1870 годы на месте парадной ограды был построен доходный дом.
В 1923 году были разобраны ветхие флигели усадьбы.
В 1925 году проекту советского архитектора А. М. Гуржиенко по линии Большой Никитской улицы был построен жилой дом, заслонивший вид на усадьбу.
В советский период рассматривался вариант сноса усадьбы для последующей уплотнительной застройки. Памятник архитектуры уцелел благодаря архитектору И. П. Мешкову, настоявшему на художественной ценности здания и возможности его использования для нужд «учреждения культурно-просветительного или общественного характера».

## История
Первое упоминание о владении относится к 1738 году. В то время старомодные каменные палаты принадлежали генералу Фёдору Васильевичу Наумову (1692—1757) — действительному тайному советнику, сенатору, судье Московского Судного приказа, генерал-полицмейстеру Санкт-Петербурга.
После смерти Ф. В. Наумова, усадьбу унаследовала его единственная дочь Анна — жена князя А. М. Белосельского. По воспоминаниям А. Т. Болотова, семейная жизнь Анны Фёдоровны не сложилась, и, покинув мужа, она поселилась в московском доме своего отца.
Как была она еще не старых лет и ума не совсем острого, а несколько простовата, хотя с другой стороны очень добродушна, то сыскались тотчас к ней подлипалы, восхотевшие слабостями её и достатком воспользоваться
Речь идёт о трёх братьях Салтыковых, обладающих сомнительной репутацией — Александре, Алексее и Борисе, которые, по слухам, вовлекли Анну в секту, вселились к ней в дом и стали распоряжаться её имением.
В 1774 г. Анна Белосельская продала усадьбу князю Сергею Александровичу Меншикову (1746—1815), — в то время полковнику, флигель-адъютанту императрицы (в 1878 году произведён в генерал-майоры, в 1786 года — в генерал-поручики с назначением сенатором). Он был один из богатейших вельмож той эпохи, и приходился внуком ближайшему сподвижнику Петра Первого графу Александру Даниловичу Меншикову. По словам князя П. В. Долгорукова, князь Сергей Меншиков был ничтожным человеком, к тому же он унаследовал развратные вкусы своего знаменитого деда, но все это было ему простительно, потому что женат он был на одной из самых красивых женщин России.
В 1776—1777 С. А. Меншиков превратил старомодные каменные палаты в представительный дворец.
В 1809 году усадьба переходит во владение графа Аркадием Ивановичем Морковым. По описанию историка С. К. Романюка,
Он прославился тем, что будучи нашим послом в наполеоновской Франции, часто противоречил всесильному императору, не любившему возражений. На одном из приемов Наполеон, желая унизить посла, проходя мимо него, уронил платок, остановился и стал ждать, пока тот поднимет и подаст ему. Морков и не подумал поднимать. Если Наполеон не обращал внимания на русского посла, то Морков немедленно уезжал с приема. После одной особенно резкой сцены, когда Наполеон обвинил Моркова в пособничестве его врагам, посол вообще прекратил все сношения с двором. Наполеон пожаловался Александру, Морков был отозван и тут же награждён высшим российским орденом
.
Поскольку Морков много времени проводил в своих загородных имениях, усадьба часто сдавалась в наём. Например, в 1814 г. бельэтаж дома арендовал Московский Английский клуб.
После А. И. Моркова дом перешел к его дочери В. А. Голицыной, затем им владел штабс-капитан Д. С. Селезнев.
В начале XIX века в здании располагалась Танцевальная академия, а в 1890-х годах — Русское хоровое общество, дирижёром которого был выдающийся композитор А. С. Аренский.
В 1850-х годах там проживали профессора Московского университета: математик Н. Д. Брашман, химик Р. Г. Гейман, его племянник Г. А. Захарьин, впоследствии известный врач-терапевт, основатель московской клинической школы).
Здание хранит память и о революционных событиях — в октябре 1917 года здесь произошло сражение между бойцами Красной гвардии и засевшими в доме белогвардейцами.
С 1924 по 1962 год (до последних дней жизни) в доме жила народная артистка СССР Вера Пашенная. На здании установлена мемориальная доска.
В советское время в здании была размещена редакция газеты «За коммунистическое просвещение» (в 1937 году переименована в «Учительскую газету»).
Сейчас здание занимает Департамент жилищной политики и жилищного фонда г. Москвы.